# انون (تالش)
انون یک روستا در ایران است که در استان گیلان واقع شده‌است.